# Jákfa
Jákfa je obec v Maďarsku v župě Vas, spadající pod okres Sárvár. Nachází se v blízkosti řeky Ráby, asi 11 km severovýchodně od Sárváru. V roce 2024 zde žilo 483 obyvatel.
Obec se skládá ze tří částí: severní Terestyénfa, střední Jákfa a jižní Rábakövesd. Původně byly všechny tři vesnice samostatnými obcemi. V roce 1914 se sloučila Jákfa s Terestyénfou, čímž vznikla obec Terestyénjákfa. Ta byla v roce 1928 sloučena s Rábakövesdem. Nově vzniklý celek získal název Jákfa. Již nejsou zřetelné hranice mezi jednotlivými vesnicemi, jejich zástavby na sebe navazují.
Jákfa má ulicovou zástavbu, domy jsou ve většině případů rozprostřeny podél vedlejší silnice 8447, která obcí prochází. V centru obce se nachází hřbitov s kostelem svatého Michala. Silničně je obec spojena pouze s vesnicemi Rábapaty a Uraiújfalu.

## Sousední obce
| Růžice kompasu | Vasegerszeg |       | Uraiújfalu      | Růžice kompasu |
| Růžice kompasu | Zsédeny     | Sever | Ostffyasszonyfa | Růžice kompasu |
| Růžice kompasu | Zsédeny     | Jákfa | Ostffyasszonyfa | Růžice kompasu |
| Růžice kompasu | Zsédeny     | Jih   | Ostffyasszonyfa | Růžice kompasu |
| Růžice kompasu | Rábapaty    |       |                 | Růžice kompasu |